# Dibamus smithi
Dibamus smithi — вид ящірок з родини Дібамових. Вид зустрічається лише у В'єтнамі. Тіло сягає 10 см завдовжки. Молодь схожа на представників виду Dibamus montanus, але різниця між видами стає більш помітною з віком. Цей вид має преанальні пори — одну у самиць і дві у самців.
Вид названий на честь американського герпентолога доктора Малькольма А. Сміта.

## Поширення
- Bisby F.A., Roskov Y.R., Orrell T.M., Nicolson D., Paglinawan L.E., Bailly N., Kirk P.M., Bourgoin T., Baillargeon G., Ouvrard D. (red.) (2011). Species 2000 & ITIS Catalogue of Life: 2011 Annual Checklist. Species 2000: Reading, UK. Архів оригіналу за 21 лютого 2014. Процитовано 24 september 2012.
- Greer,A. E. (1985) The relationships of the lizard genera Anelytropsis and Dibamus., J. Herpetol. 19 (1): 116–156
- TIGR Reptile Database . Uetz P. , 2007-10-02

| Жаба | Це незавершена стаття з герпетології. Ви можете допомогти проєкту, виправивши або дописавши її. |